# Katy Steele
Kate Elizabeth Steele (Perth, 9 settembre 1983) è una cantautrice e chitarrista australiana.

## Biografia
Katy Steele ha ricevuto popolarità come membro dei Little Birdy, entrati in pausa nel 2010. Come cantante solista ha pubblicato quattro album, tra cui Human nel 2016, che ha raggiunto la 23ª posizione della ARIA Albums Chart.

## Discografia

### Album
- 2013 – Fire Me Up
- 2016 – Where's the Laughter
- 2016 – Human
- 2023 – Big Star